# دیوید فرامکین
دیوید هنری فرامکین (انگلیسی: David Fromkin; زاده ۲۷ اوت ۱۹۳۲ – درگذشته ۱۱ ژوئن ۲۰۱۷) نویسنده، حقوق‌دان و مورخ آمریکایی بود که عمده شهرتش به خاطر پژوهش‌اش در مورد خاورمیانه با عنوان صلحی برای پایان‌دادن به همه صلح‌ها (۱۹۸۹) است. فرامکین در این کتاب به نقش قدرت‌های اروپایی در سال‌های ۱۹۱۴ تا ۱۹۲۲ برای شکل‌دادن به خاورمیانه معاصر می‌پردازد. این کتاب در «جایزه ملی حلقه منتقدان کتاب» و «جایزه پولیتزر» جزء راه‌یافتگان به مرحله نهایی بود. فرامکین در مجموع هفت کتاب نوشته است که آخرین آن‌ها «شاه و کابوی: تئودور روزولت و ادوارد هفتم» است که در سال ۲۰۰۷ منتشر شد.